# Ivan Ounkovski
Ivan Semionovitch Ounkovski (en russe : Иван Семёнович Унковский) est un Amiral et explorateur russe, ainsi qu'inspecteur de la Marine impériale de Russie. Né le 29 mars 1822, il meurt le 11 août 1886.

## Biographie
En qualité de commandant de la frégate Pallada, Ivan Semionovitch Ounkovski dirige une expédition scientifique pour la Russie en collaboration avec l'amiral Ievfimy Vassilievitch Poutiatine. Il navigue dans l'océan Atlantique, l'océan Indien et l'océan Pacifique. Cette expédition débute en 1852 et prend fin au port de Nagasaki le 12 août 1853. Il contribue à d'importantes découvertes océanographiques. L'écrivain Ivan Gontcharov, qui fait partie de l'équipage avec le diplomate Ievfimy Poutiatine, en tire un récit de voyage, La Frégate Pallas, publié en 1858.
Ivan Semionovitch Ounkovski joue un rôle primordial dans la signature du traité de Shimoda le 7 février 1855, traité commercial signé entre le Japon et la Russie.

## Distinctions
- Ordre de Saint-Vladimir de Ie classe
- Ordre de Saint-Alexandre Nevski
- Ordre de l’Aigle Blanc
- Ordre de Sainte-Anne de Ie classe
- Ordre de Saint-Stanislas de Ie classe

## Lieux portant son nom

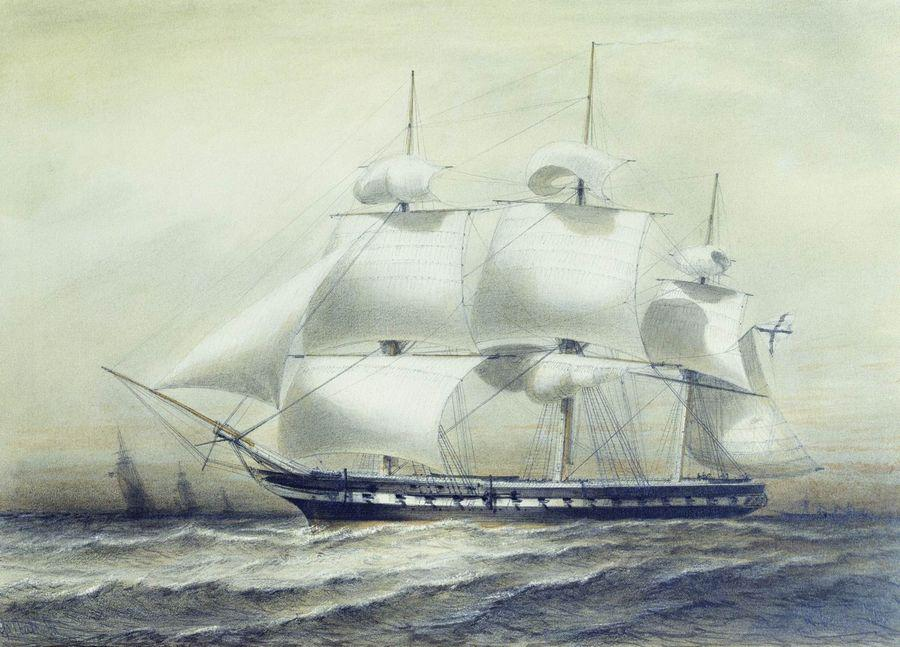
La frégate Russe Pallada.

- Île Ounkovskaïa : île située dans l'archipel Nordenskiöld (région orientale de la mer de Kara).
- Mont Unkovski (Unkovskifjellet) : mont se situant dans le Spitzberg